# Росси, Джованни Гаэтано
Джованни Гаэтано Росси (итал. Giovanni Gaetano Rossi; 5 августа 1828, Борго-Сан-Доннино (ныне Фиденца) — 30 марта 1886, Генуя) — итальянский композитор.
Сын органиста. Окончил Миланскую консерваторию (1846), где его учителями были Пьетро Рай, Феличе Фрази и Антонио Анджелери. С 1852 года работал в Парме, первоначально как дирижёр Королевского театра и органист придворной капеллы. С 1853 года преподавал в Королевской школе музыки, с 1856 года руководил классом композиции и возглавлял школу — сперва в должности вице-цензора, а с 1864 года в должности директора; среди его учеников были Примо Бандини, Джованни Больцони, Джусто Даччи, Клеофонте Кампанини. Затем перебрался в Геную и с 1874 года до конца жизни возглавлял Театр Карло Феличе и Генуэзский музыкальный лицей.
Автор опер «Елена Тарантская» (итал. Elena di Taranto; 1852), «Иоанн Гискальский» (итал. Giovanni Giscala; 1855), «Николо де Лапи» (итал. Nicolò de Lapi; 1865) и «Графиня Альтенберг» (итал. La Contessa d’Altenberg; 1871), четырёх симфоний, в том числе симфонии «Саул» (1867), оркестровых, камерных, хоровых и вокальных сочинений.